# República Democrática Húngara
A República Democrática Húngara (em húngaro:  Magyar Demokratikus Köztársaság) foi uma república independente de curta duração criada após a dissolução do Império Austro-Húngaro em 16 de novembro de 1918 e a proclamação da independência da Hungria.
Nascida a partir do comitê central controlado pela coalização dos partidos social-democrata, radical e de Mihály Károlyi, tentou reformar o Estado, manter suas fronteiras austro-húngaras e negociar a paz com a Tríplice Entente. Diante da impossibilidade de manter a unidade territorial, cedeu seu poder a uma coalizão de socialistas e comunistas, que por sua vez proclamou a República Soviética Húngara em março de 1919. Ressurgiu brevemente após a derrota desta pelos exércitos dos países vizinhos em agosto de 1919, sendo substituída em poucos dias pela monarquia restaurada.

## Antecedentes
Em 31 de outubro de 1918, foi criado um governo de coalizão surgido a partir de uma aliança entre os social-democratas, o Partido Radical e o partido de Mihály Károlyi. Este último, dirigente da ala esquerda dos independentes, presidiu o novo gabinete. Estes partidos defendiam um sistema político democrático, baseado na justiça social e no tratamento equitativo para com as minorias.
Com as forças do antigo regime paralisadas pela derrota na Primeira Guerra Mundial, a revolução triunfou quase que sem nenhuma violência. O representante daquelas, o conde István Tisza, foi uma das poucas vítimas, assassinado durante o período do levante. A opinião pública e a capital apoiaram maciçamente o novo governo de Károlyi. No campo, as revoltas camponesas facilitaram a transferência do poder para os conselhos revolucionários. A direita também encontrava-se dividida entre os partidários de uma restauração integral da antiga ordem e os pertencentes à direita radical, que advogavam algumas reformas. Debilitados, esses grupos trataram de contemporizar com o novo regime.

## Governo de Károlyi (1918-1919)

### Proclamação da república e situação política
Desde a sua formação, o conselho nacional exigiu a proclamação da república e a abolição da dinastia. O representante do imperador austro-húngaro Carlos I e rei da Hungria em Budapeste, José Augusto de Habsburgo-Lorena, convencido da impossibilidade de manter o governo monárquico, manteve conversações com o monarca e conseguiu que este liberasse, em 1 de novembro, Károlyi e seus ministros do juramento de lealdade. Além disso, José Augusto anunciou que a partir de 13 de novembro renunciaria a participar dos assuntos políticos húngaros e aceitaria de antemão a forma de Estado e de governo que a população decidisse adotar. Três dias depois, em 16 de novembro de 1918, foi proclamada a República Democrática. Károlyi foi nomeado presidente interino, sendo efetivado no cargo em 11 de janeiro do ano seguinte.
A direita estava temporariamente derrotada e desacreditada, possibilitando que as rédeas do governo ficassem firmemente nas mãos da esquerda democrática. Durante os meses seguintes, a recuperação do poder pela direita parecia quimérica. Ao contrário de muitos refugiados, a população no geral se opunha à continuação da guerra, resistindo à participação do país e dando prioridade a reformas sociais e econômicas, pendentes há muito tempo. A mudança de poder, no entanto, não foi total; ainda que os postos-chave do exército e da administração tivessem passado para as mãos de simpatizantes do governo, ambos contavam com numerosos partidários do antigo regime, que se posicionaram contra as reformas.

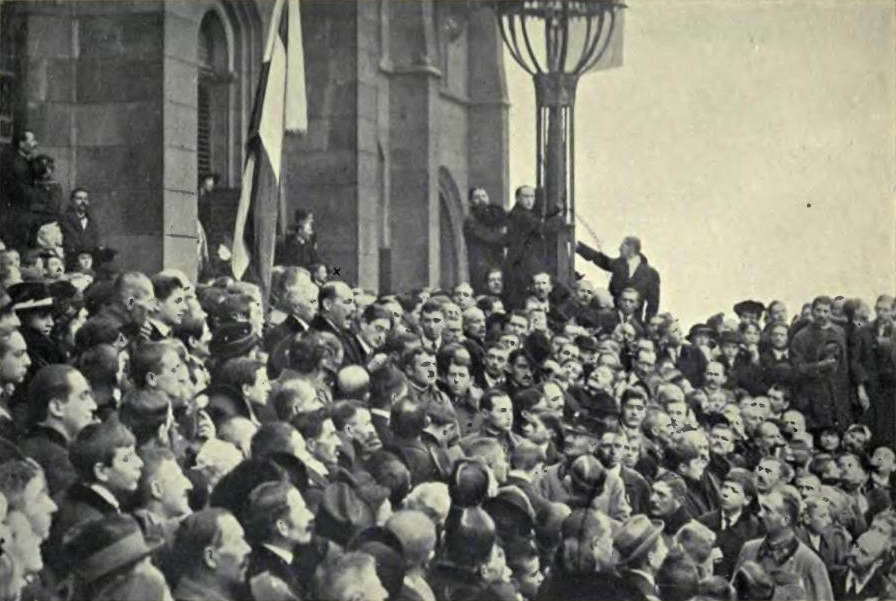
Mihály Károlyi discursando para a multidão na escadaria do Parlamento logo após a proclamação da república, em 16 de novembro de 1918.

Durante o primeiro mês de governo, Károlyi, visto como aquele que iria executar as reformas demandadas pelos diferentes grupos sociais, recebeu apoio majoritário da população. O trabalhadores da cidade esperavam uma transformação na direção do socialismo; os camponeses, uma profunda reforma agrária; os intelectuais, a democratização da sociedade. Também se enxergava em Károlyi o único político capaz de negociar com os vencedores da guerra e impedir uma colapso territorial total da Hungria. A Tríplice Entente, no entanto, não reconheceu o governo de Károlyi e frustou as expectativas dos húngaros de não serem contados entre os perdedores nem ocupados por forças estrangeiras.
As esperanças de mudança que sustentavam o gabinete de Károlyi foram prejudicadas pelo caos que se seguiu ao fim da guerra. Em setembro cerca de 400 mil soldados haviam desertado e no mês seguinte esse número aumentou. A eles se somaram os 725 mil prisioneiros de guerra libertados pelos soviéticos no outono (cerca de meio milhão originários do território do antigo reino). No final de novembro 700 mil soldados regressaram da frente e em dezembro foram desmobilizados mais de 1,2 milhão de homens. A desordem que esses regressos causaram, junto às revoltas camponesas, forçaram o governo a concentrar-se na manutenção da ordem e na proteção das propriedades e a adiar as reformas, o que reduziu o seu apoio e favoreceu a direita. O governo considerava fundamental a manutenção da ordem como símbolo do controle do poder perante os aliados e para evitar as acusações de "bolchevismo" feitas pelos países vizinhos.

### Fragilidade do governo
Rapidamente a fragilidade do governo tornou-se evidente: a falta de uma organização de massas que lhe respaldasse, o controle imperfeito das instituições, a ausência de forças armadas e policiais leais e o fracasso na política externa eram seus principais pontos fracos. Károlyi tampouco podia contar com uma administração competente e leal, que estava repleta de aventureiros, oportunistas e opositores ao novo regime. As unidades militares que o haviam levado ao poder nunca se uniram para formar um exército revolucionário leal, mantendo-se autônomas e muitas vezes contribuindo para o cenário caótico. As unidades verdadeiramente leais ao governo eram muito poucas. As tentativas de recrutamento fracassaram ante a dureza da vida militar, o cansaço provocado pela guerra e as alternativas disponíveis aos possíveis candidatos. Quatro ministros da defesa se sucederam nos meses da República Democrática e nem sequer o último, o socialista Vilmos Böhm, teve êxito em criar um exército proletário sob o modelo austríaco devido à falta de voluntários.
Tornava-se cada vez mais claro que o governo teria que optar entre apoiar-se nos ex-oficiais do Exército Imperial ou nas unidades leais aos socialistas, que eram os dois únicos capazes de formar unidades habilitadas a cessarem o caos do pós-guerra. Károlyi optou pelos últimos, mas não conseguiu controlar a aliança.

### Tentativas de acordo com as minorias
Apesar da derrota na Primeira Guerra Mundial, a mentalidade de muitos políticos magiares não havia mudado em relação à conveniência da hegemonia magiar na Hungria. No outono de 1918, no entanto, a intelligentsia viu-se dividida entre os partidários da manutenção do sistema anterior, de controle político total magiar, e um número crescente de partidários das reformas.

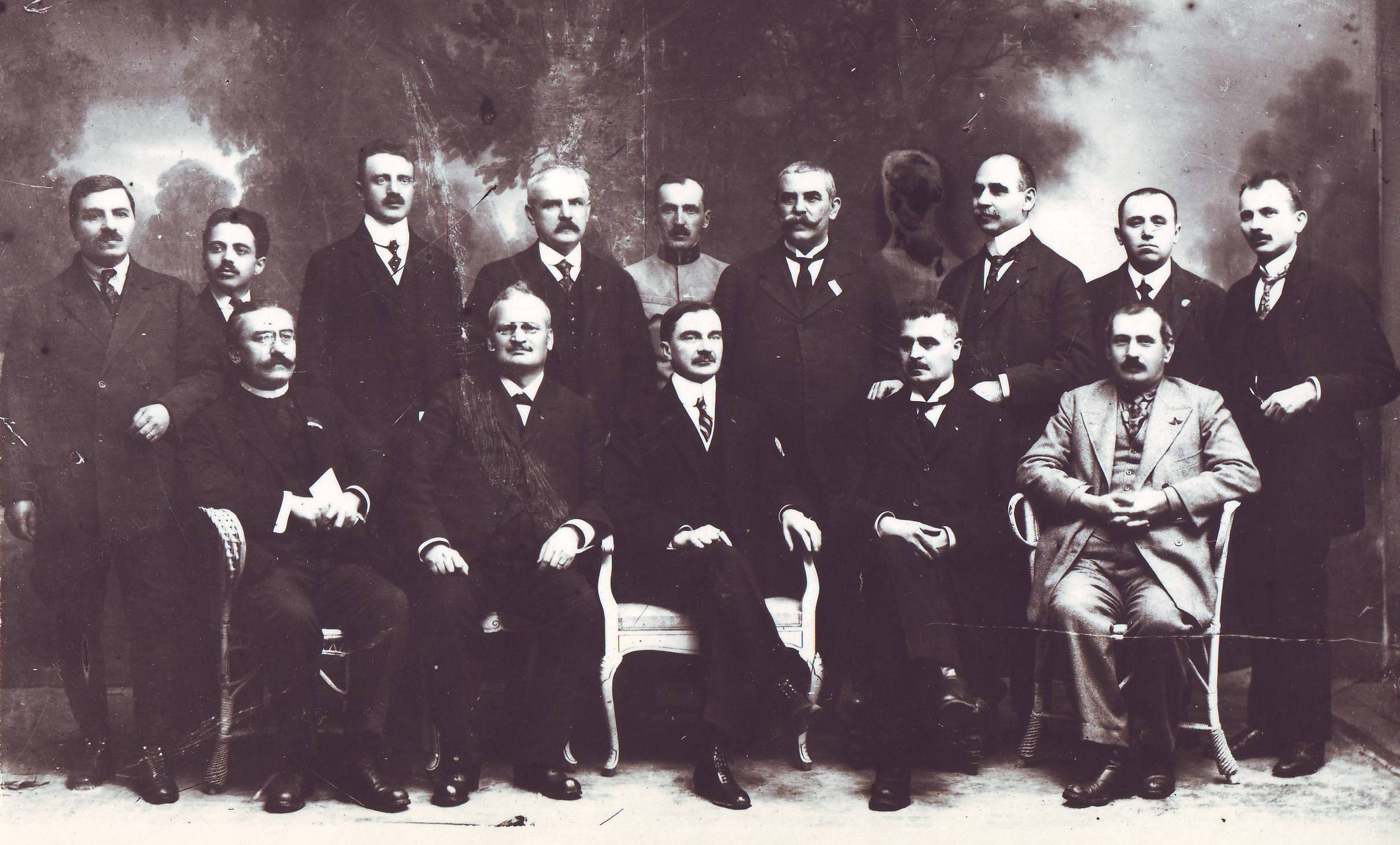
O diretório transilvano, formado por representantes romenos da região. Iuliu Maniu (no centro, sentado), principal representante romeno, negou-se a aceitar as propostas de Jászi e exigiu a secessão da Transilvânia e sua união à Romênia.

Oszkár Jászi, eminente sociólogo e líder do Partido Radical, foi nomeado ministro das nacionalidades. Partidário do federalismo, tratou de chegar a um acordo com as minorias que evitasse o desmembramento do território. O governo, através de Jászi, buscava conjugar o respeito à autodeterminação com o seu desejo de manter a integridade territorial da nova Hungria independente, apesar de suas escassas esperanças de êxito. Um obstáculo ao acordo era a crença, difundida mesmo entre os políticos mais reformistas, da supremacia magiar sobre as minorias. Apesar do desejo sincero de Károlyi e Jászi de transformar a opressão anterior em uma proteção das nacionalidades minoritárias, seu projeto não deixava de transparecer um certo paternalismo para com estas. Na sua meta de conservar a unidade territorial, Károlyi estava muito confiante na manutenção dos princípios do presidente norte-americano Woodrow Wilson, que visavam coibir exigências territoriais excessivas por parte dos países vizinhos. Convicto de que as queixas das minorias não eram devidas à opressão magiar, mas sim a um sistema político e social antiquado da nobreza que havia submetido magiares e minorias à mesma condição, Károlyi acreditava que as reformas estruturais levariam ao fim delas.
Jászi, que planejava reformar o Estado seguindo o modelo suíço, se dirigiu rapidamente para Arad para dar início às conversações com líderes nacionalistas romenos da Transilvânia, que começaram em 12 de novembro. Dois dias mais tarde, o principal líder romeno-transilvano, Iuliu Maniu, se apresentou para participar das conversações e defendeu a postura de que a autodeterminação seria representada pela concessão da soberania nacional, porém referindo-se unicamente à população de cultura romena. Ao resto das comunidades prometeu unicamente uma maior autonomia cultural. Maniu também tinha conhecimento do tratado secreto entre a Romênia e a Tríplice Entente, que prometeu àquela a anexação da Transilvânia, o que tornava impossível um acordo com a delegação magiar. O fracasso das negociações em Arad desiludiram e indignaram a opinião pública magiar. Toda a imprensa, inclusive a socialista, se posicionou favoravelmente à integridade territorial da Hungria seguindo as fronteiras austro-húngaras.
O governo de Praga interferiu nas negociações posteriores de Jászi com o político eslovaco Milan Hodža; aquele não reconheceu Hodža como representante legítimo dos eslovacos. Enquanto isso, tropas tchecas avançavam pelo território eslovaco, segundo o primeiro-ministro tchecoslovaco Karel Kramář, a pedido da própria Eslováquia, para evitar a anarquia diante da retirada da administração húngara. As negociações de Jászi não tinham possibilidades de frutificar diante do reconhecimento pela Entente da nova república tchecoeslovaca e do início da Conferência de Paz de Paris.

### Crises fronteiriças

Território sob o controle da República Democrática Húngara no fim de sua existência, na primavera de 1919.

O governo da Károlyi conseguiu assinar em 9 de novembro de 1918 um armistício com a Entente em Belgrado. Nele foram delimitadas fronteiras provisórias que deveriam separar as tropas húngaras das tchecoeslovacas, romenas e sérvias (depois iugoslavas). Estas logo avançaram para além das linhas de demarcação, com a aprovação do Alto Comando da Entente. O governo da Hungria, por sua vez, não pode contar com um exército capaz: em parte devido ao cansaço do pós-Primeira Guerra Mundial, em parte pela desorganização interna, mas também em decorrência do pacifismo do próprio governo, não havia forças armadas nas quais Károlyi pudesse se apoiar para contra-atacar a agressão dos países vizinhos.
Quando o ministro das nacionalidades começou as negociações em Arad em meados de novembro, a administração e o exército magiares haviam se retirado da região e as tropas da Romênia já haviam cruzado a fronteira dos Cárpatos. Estavam sendo criadas milícias romenas e comitês nacionais romenos já controlavam várias localidades. Em 1 de dezembro de 1918, a assembleia nacional dos romeno-transilvanos proclamou a união com o Reino da Romênia. Em seguida, as tropas romenas atravessaram o rio Mureș (em húngaro:  Maros) e ocuparam o território que lhes fora prometido no acordo secreto de 1916. Budapeste, desconhecendo o mesmo, protestou. Em 23 de dezembro, o coronel Vix (representante da Entente em Budapeste) informou o gabinete de Károlyi da intenção da aliança militar de permitir a ocupação romena dos territórios em disputa. Em fevereiro o avanço romeno é interrompido. Ao mesmo tempo, a Hungria denuncia o avanço das tropas iugoslavas para além das linhas desenhadas em Belgrado em novembro.
Nas três fronteiras, tanto a administração militar quanto a civil (esta última apesar do disposto no armistício) passaram para as mãos das potências ocupantes. Em 25 de janeiro de 1919, foi, em vão, adicionado um anexo ao armistício que reiteirava o caráter militar e não-político das fronteira provisórias. Em 25 de dezembro de 1918, foi proclamada a autonomia da Rutênia, um sinal de sua debilidade política, que a impediria de optar pela independência como as outras nacionalidades mais poderosas.
A Entente, baseando-se no reconhecimento da Tchecoslováquia, exigiu a evacuação dos territórios eslovacos; em resposta, a Hungria mencionou o Armistício de Belgrado. A Entente replicou em 10 de janeiro de 1919 alegando que ele só se aplicava nas frentes ocidental e meridional e que a fronteira norte continuava excluída do mesmo. Em meados de janeiro de 1919, foi concluída a tomada dos territórios eslovacos por parte das tropas tchecas.

### Enfraquecimento do governo e queda
Em seu discurso de ano-novo, Károlyi manifestou a crescente desilusão do governo com a dura realidade política, que impôs o nacionalismo como uma solução e deixou a Hungria claramente no lado perdedor da guerra. Em meados de janeiro ele passou a defender a realização de plebiscitos como forma de resolver as disputas territoriais com os países vizinhos, mas estes rechaçaram a proposta. Enquanto isso, a extrema-direita aumentou seus ataque aos moderados, levando o governo a proibir os radicais de direita e de esquerda. Em fevereiro, ele prendeu líderes comunistas e tornou ilegal o seu partido e também uma associação de extrema-direita. Apesar de suas conspirações, a extrema-direita, incapaz de organizar-se e de apresentar um programa atrativo para a maioria da população, não conseguiu aproveitar-se da crescente fraqueza do governo, ao contrário dos comunistas, menos numerosos porém mais organizados e com propostas que contavam com maior apoio.
Em março, o governo de Károlyi e seus aliados da Revolução dos Crisântemos haviam perdido totalmente suas crenças e, já em 2 de maio, o presidente Károlyi (nomeado para o cargo em 10 de janeiro de 1919) planejou libertar o país pela força militar, diante do fracasso de sucessivas debates. A ausência de forças armadas e a desordem interna tornavam essa ideia inviável. A intelectualidade e o proletariado radicalizados pelas dificuldades do pós-guerra e pela lentidão das reformas apoiavam com cada vez menos entusiasmo o governo. O campesinato, sem ver a tão ansiada reforma agrária e reprimido com violência em diversas ocasiões, também mostrou-se desiludido com Károlyi. A situação tornou-se critica, os radicalismos de ambos os lados se intensificaram e o governo ficava cada vez mais desgastado pelos fracassos na política externa e pela demora nas reformas internas.
Em 20 de março, o general Vix apresentou uma nova exigência sob a forma de um ultimato: as tropas magiares deveriam se retirar para uma nova linha divisória com as tropas romenas, que era favorável à estas. Ambos os exércitos ficariam separados por uma zona neutra que compreendia zonas claramente magiares, como as cidades de Szeged e Debrecen. Incapaz de aceitar uma nova cessão territorial, o governo transferiu o poder para uma coalizão de comunistas e socialistas, que proclamou a República Soviética Húngara no dia seguinte.

## Governos provisórios (1919-1920)
Após a derrota da República Soviética em 1 de agosto de 1919, o governo passou para as mãos dos social-democratas sindicais, que formaram um gabinete tendo à sua frente Gyula Peidl. Sua situação era delicada: as potências aliadas não o reconheceram, o população o recebeu com hostilidade e as unidades romenas se encontravam muito próximas à capital Budapeste. Poucos dias depois, em 6 de agosto e já com a metade de Budapeste nas mãos do exército romeno (ocupada apesar das intenções dos Aliados), um grupo de contrarrevolucionários derrotou o governo de Peidl. Suas intenções de contentar os Aliados com a introdução de elementos burgueses não chegou a frutificar. 
István Friedrich, que havia participado do gabinete de Károlyi, ocupou a presidência do novo Conselho de Ministros, enquanto que o arquiduque José Augusto da Áustria, primo distante do último imperador austro-húngaro, ocupou as funções de chefe de Estado.